# Serica incurvata
Serica incurvata är en skalbaggsart som beskrevs av Shuhei Nomura 1971. Serica incurvata ingår i släktet Serica och familjen Melolonthidae. Inga underarter finns listade i Catalogue of Life.